# Charles Erickson
Carl Johan "Charles" Erickson, född 21 juni 1852 i Hudene socken, död 7 mars 1937 i Seattle, var en svenskamerikansk byggmästare.
Charles Erickson var son till hemmansägaren Jonas Ericsson. Han far emigrerade till USA då Charles var tio år gammal och slog sig ned i Minnesota. Han deltog i Nordamerikanska inbördeskriget på unionens sida. Charles Erickson stannade dock kvar i Sverige med modern, blev lantbrukare och gifte sig 1877 med Anna Erika Larsdotter från en grannsocken. 1880 emigrerade han dock till USA och slog sig ned i Minneapolis, där han kom att etablera sig som byggmästare. Vid ett besök i Seattle upptäckte han stadens potential och framtidsmöjligheterna för en byggmästare här och valde 1889 att flytta över hit. Han blev snart en betydande entreprenör, byggde hotell och affärshus och lät bland annat för regeringens räkning uppföra det stora fyrtornet vid Westport. Från 1904 ägnade han sig främst åt schaktningsarbeten, bland annat utfyllningsarbeten för den växande staden såsom vid Queen Anne Hill. Man utförde även betydande arbeten för anläggande av avloppsledningar i staden. 1908 erhöll han uppdraget att för amerikanska flottans räkning utföra fyra torrdockor vid örlogsstationen i Bremerton, ett arbete som färdigställdes 1911. Under första världskriget lät han även bygga ett tiotal fraktfartyg. Därutöver var han även verksam som järnvägsbyggare och ordförande i styrelsen för Erickson Investmen Co..
Charles Erickson blev 1911 riddare av Vasaorden.